# Germán Botero de los Ríos
Germán Botero de los Ríos (Manizales, Caldas, 22 de mayo de 1919-Bogotá, 8 de julio de 1996) fue un abogado, economista, periodista y político colombiano. Fue Gerente del Banco de la República.
Estudió la carrera de Derecho en la Universidad Nacional y se inició profesionalmente trabajando para la Contraloría General de la República. A partir de 1950 desempeñó diferentes cargos en el Banco de la República, como Subdirector (1950-1957) y Director de Investigaciones Económicas (1957-1958), Subgerente Auxiliar (1958-1960) y Subgerente Técnico y Secretario (1960-1969). En 1970 fue escogido como nuevo Gerente del Banco, realizando una gestión que se soportó en sus profundos conocimientos del sistema monetario y financiero del país; se destaca su aporte al control de la inflación mientras se mantuvo el crecimiento económico, como lo referencian los gobiernos de la época.
En 1978 dejó el Banco de la República y le correspondió asumir la Superintendencia Bancaria en 1982. Muy allegado a Carlos Lleras Restrepo y Luis Carlos Galán, incursionó en el Nuevo Liberalismo como concejal de Bogotá y Senador. Además, fue columnista de El Tiempo y El Espectador y colaborador de la Revista Nueva Frontera.